# Эластрация
Эластрация — бескровный метод кастрации самцов некоторых видов сельскохозяйственных животных путём наложения на шейку мошонки с семенниками кольца из резины высокой эластичности. Название нового метода образовано путём словослияния, от слов «эластичный» и «кастрация». В англоязычной литературе данный метод также называется кольцеванием (banding). В русском языке данный метод часто называется называется "сухой кастрацией". В западных странах эластрация является самым распространённым методом кастрации ягнят и козлят, но также широко применяется для кастрации бычков и самцов ряда других видов домашних и комнатных животных.

## Описание метода
Для проведения эластрации необходимо зафиксировать животное в положении, обеспечивающем доступ оператора к семенникам животного, при этом, в отличие от хирургических методов кастрации, обезболивание, как правило, не применяется. 
В сжатом состоянии просвет в резиновых кольцах почти отсутствует. Для наложения кольца требуется расширить его в такой степени, чтобы в него свободно опустилась мошонка с семенниками. Так как резиновые кольца очень тугие, для их расширения используют специальный инструмент — эластратор, при нажатии на рукоятки которого его губки расширяют резиновое кольцо в прямоугольник. Перед наложением колец необходимо тщательно проследить, чтобы оба семенника были опущены в мошонку. Кольцо после расширения и наложения на мошонку животного сдвигается с губок эластратора и, сужаясь, охватывает шейку мошонки и плотно сдавливает сосуды семенника, придатка, оболочек и мошонки. Эти органы после наложения кольца полностью лишаются кровоснабжения и атрофируются. Через некоторое время (обычно за три-четыре недели), мошонка мумифицируются и сама отделяется от тела животного, падая на землю вместе с резиновым кольцом. Такой способ кастрации сельскохозяйственных животных широко распространён в Австралии и Новой Зеландии.
Эластрацию удобно применять в техническом отношении у сельскохозяйственных и домашних животных в очень молодом возрасте, начиная с трёхдневного. С увеличением размеров семенников к трёх-пятимесячному возрасту выполнение данной операции затрудняется.
Для эластрации взрослых быков с крупной мошонкой используют специальный прибор с плавным храповым механизмом, туго затягивающую на мошонке животного петлю с самоудерживающимся зажимом.

## Достоинства
Как правило, эластрация выполняется довольно просто и быстро в любых условиях без каких-либо осложнений. Бескровная кастрация имеет целый ряд преимуществ по сравнению с традиционным хирургическим методом:
1. Не требуется подготовка операционного поля.
2. Не требует услуг высококвалифицированных специалистов и может осуществляться персоналом с минимальной подготовкой.
3. Не нужен лигатурный материал.
4. Крайне редко возникают послеоперационные осложнения.
5. Снижается вероятность микробного загрязнения в послеоперационный период.

## Недостатки и ограничения
Эластрация как метод кастрации не может быть использована для тех видов животных, у которых мошонка с семенниками не выдаётся из живота и не имеет узкого основания, куда может быть установлено резиновое кольцо, например, для свиней и лошадей.
Хотя через короткий промежуток времени после установки резинового кольца в органах в зажатой мошонке происходит необратимое повреждение нервов, так что соответствующие части тела животного навсегда теряют чувствительность, в некоторых европейских странах, например, в Литве, практика эластрации запрещена из предположения, что эта процедура является негуманной и болезненной для животного. Существует ряд доказательств, что эластрация более болезненна для старых животных, хотя большая часть боли может быть снята путём местной инъекции анестетиков в шейку мошонки и семенники.
На практике обычно стремятся выполнить эластрацию в как можно более раннем возрасте, как только яички опустились, чтобы уменьшить количество погибающих тканей, риск занесения инфекции и сопутствующих осложнений. Тем не менее у козлят слишком ранняя кастрация увеличивает частоту возникновения камней в почках и мочевых проблем из-за уменьшения размера уретры, поэтому эластрация может быть отложена. Не рекомендуется использовать этот метод для кастрации козлят в возрасте до 8 недель. Считается, что наибольшему риску в этом отношении подвержены козлята в возрасте до 30 дней. Если бычков кастрируют в течение первых одного или двух дней, то их семенники иногда могут быть настолько маленькими и мягкими, что они проходят через кольцо, и тогда они продолжают развиваться выше мошонки. В таких случаях возникает необходимость прибегнуть к традиционным хирургическим методам кастрации.

## Иные применения метода эластрации

### Создание искусственного крипторхизма
Наложение эластрационных колец может быть использовано для создания искусственного крипторхизма у сельскохозяйственных животных. Эту операцию выполняют у бычков 1,5…2-месячного возраста. Семенники максимально прижимают к паховому каналу, вследствие чего они не развиваются, но инкреция (внутренняя секреция) небольшого количества тестостерона способствует интенсивному развитию тела животного. Прижав оба семенника к паховому каналу, на мошонку ниже них при помощью эластратора  накладывают резиновое кольцо. Приблизительно через две недели часть мошонки ниже кольца отторгается, а семенники остаются возле пахового канала.

### Купирование хвостов
Метод эластрации также широко используется для купирования (удаления) хвостов сельскохозяйственных и комнатных животных. Обычно операция купирования хвоста выполняется одновременно с кастрацией ягнят и проводится с целью предотвратить возникновение комков экскрементов на хвостах животных, что может привести к миазам.

### Обезроживание ( декорнуация )
Метод эластрации также применяется для обезроживания сельскохозяйственных животных, проводимого, как правило, в целях снижения травматизма при совместном содержании в общих загонах, для обеспечения безопасности сельскохозяйственных рабочих, а также при неправильном росте, болезнях и переломах рогов. Декорнуацию оленей производят для получения пантов.
Для обезроживания на основание рога накладывают резиновое кольцо из белой вакуумной резины со внешним диаметром 35 мм и внутренним 10 мм. До наложения кольца шерсть у основания рога выстригают, кожный покров очищают от загрязнений и обеззараживают, проводят обезболивание рога. Для натягивания кольца применяют дилататор или марлевые тесёмки. После этого окончательно фиксируют кольцо металлическим шпателем, сводя им кольцо под приподнятые края роговой капсулы. Непрерывное давление от кольца ускоряет омертвление кромки роговой капсулы, мягких тканей и подлежащей костной ткани. Отваливание рогов происходит в пределах 28-47 дней со дня прикрепления колец.
Отрицательной стороной метода является то, что в первые дни после наложения колец отмечается тревога у животных, потеря от 3 до 20% веса животного. За 6-7 дней до абсолютного отсыхания рогов животные начинают вновь беспокоится. После отделения рогов общее состояние животного обычно нормализуется.